# ABU TV Song Festival 2020
Het ABU TV Song Festival 2020 was de negende editie van het ABU TV Song Festival. Het ABU TV Song Festival is een non-competitief festival dat afgeleid is van het Eurovisiesongfestival. Bij deze versie mogen alleen de landen uit Azië en Oceanië deelnemen.
De negende editie vond op 14 december 2020 plaats in de Maverick Pulse Studio in Kuala Lumpur in Maleisië. Het was de eerste keer dat Maleisië een ABU-evenement organiseerde. Oorspronkelijk zou niet Maleisië, maar Vietnam de organisatie op zich nemen. Het land had hoofdstad Hanoi al aangewezen als gaststad voor het zich in augustus 2020 terugtrok als gastland.
In de vorige edities traden de artiesten live op vanuit de locatie in het gastland. Vanwege de coronapandemie namen de artiesten een video op in hun eigen land en stuurden deze op naar de organiserende omroep RTM. Deze werden tijdens het evenement afgespeeld. Zodoende was dit de eerste editie waarbij de artiesten niet live optraden.
Er namen 14 landen deel aan het festival. Drie meer dan het voorgaande jaar. Nepal en Vanuatu deden in 2019 voor het eerst mee aan het ABU TV Song Festival. Brunei, gastland Maleisië, Oezbekistan en Turkmenistan namen opnieuw deel na respectievelijk vijf, twee, één en één jaar afwezigheid. Australië, Hongkong, dat tot hiertoe aan alle voorgaande edities had deelgenomen, en Kazachstan daarentegen deden niet meer mee aan de negende editie van het festival.

## Deelnemende landen
| Volgorde | Land         | Taal                                      | Artiest               | Lied                                   |
| -------- | ------------ | ----------------------------------------- | --------------------- | -------------------------------------- |
| 1        | Zuid-Korea   | Koreaans en Engels                        | Taemin                | Idea                                   |
| 2        | Turkije      | Turks                                     | Öykü Gürman           | For your one world                     |
| 3        | Indonesië    | Indonesisch                               | Epo D’Fenomenon       | My love get locked down                |
| 4        | Oezbekistan  | Oezbeeks                                  | Ilyosbek I. Arabov    | What happens - come                    |
| 5        | India        | Hindi                                     | Akashvani Vadya Vrind | My India                               |
| 6        | Brunei       | Maleis                                    | Auf Ismail            | I am the star                          |
| 7        | China        | Mandarijn                                 | Sonam Gonpo           | You and me on the plateau              |
| 8        | Vietnam      | Vietnamees                                | Dương Hoàng Yến       | Hanoi beauties in 12 flower seasons    |
| 9        | Japan        | Japans                                    | Hatsune Miku          | Hand in hand                           |
| 10       | Macau        | Kantonees                                 | Sean Pang             | Unsatisfied                            |
| 11       | Macau        | Engels, Kantonees, Mandarijn en Portugees | Germano Guilherme     | United                                 |
| 12       | Nepal        | Nepalees                                  | Sindhu Malla          | Pirati ko jala                         |
| 13       | Turkmenistan | Turkmeens                                 | Begmyrat Annamyradov  | Neutrality (Bitarap yurt Turkmenistan) |
| 14       | Vanuatu      | Bislama                                   | Tokosouwia            | Resilience                             |
| 15       | Maleisië     | Maleis                                    | Floor 88              | Debt                                   |

2012 · 2013 · 2014 · 2015 · 2016 · 2017 · 2018 · 2019 · 2020 · 2021 · 2022 · 2023 · 2024 · 2025

Zie ook: ABU Radio Song Festival